# Kaleidoscope (álbum de Kelis)
Kaleidoscope es el álbum debut ganador de un premio Grammy de la cantautora estadounidense de música R&B Kelis, lanzado en los Estados Unidos el 7 de diciembre de 1999 por Virgin Records.

## Lista de canciones
Todas las canciones escritas por Pharrell Williams y Chad Hugo, excepto las citadas.
1. "Intro" – 1:55
2. "Good Stuff" (featuring Terrar) – 3:52
3. "Caught out There" – 4:51
4. "Get Along with You" – 4:27
5. "Mafia" (featuring Markita) – 4:18
6. "Game Show" – 5:04
7. "Suspended" (Williams, Hugo, Natasha Hamilton) – 4:53
8. "Mars" – 5:15
9. "Ghetto Children" (featuring Marc Dorsey, Pharrell Williams, and Shae Haley) (Williams, Hugo, Faye Tozer) – 4:48
10. "I Want Your Love" – 4:14
11. "No Turning Back" – 4:10
12. "Roller Rink" (featuring Pharrell Williams) (Williams, Hugo, Hamilton) – 4:58
13. "In the Morning" (Williams, Hugo, Hamilton) – 4:20
14. "Wouldn't You Agree" (featuring Justin Vince) – 4:32

## Posicionamiento
| Listas (2000)                         | Posición |
| ------------------------------------- | -------- |
| Belgian Albums Chart (Flanders)       | 32       |
| Dutch Albums Chart                    | 50       |
| German Albums Chart                   | 73       |
| New Zealand Albums Chart              | 46       |
| Swedish Albums Chart                  | 47       |
| Swiss Albums Chart                    | 92       |
| UK Albums Chart                       | 43       |
| U.S. Billboard 200                    | 144      |
| U.S. Billboard Top R&B/Hip-Hop Albums | 23       |
| U.S. Billboard Top Heatseekers        | 4        |

### Certificaciones
| País        | Certificador | Certificación | Ventas  |
| ----------- | ------------ | ------------- | ------- |
| Reino Unido | BPI          | Oro           | 100 000 |

## Fechas de lanzamiento
| País           | Fecha                  | Discográfica |
| -------------- | ---------------------- | ------------ |
| Estados Unidos | 7 de diciembre de 1999 | Virgin       |
| Canadá         | 7 de diciembre de 1999 | EMI          |
| Reino Unido    | 17 de febrero de 2000  | Virgin       |
| Suiza          | 21 de febrero de 2000  | EMI          |
| Alemania       | 24 de febrero de 2000  | EMI          |
| Japón          | 8 de marzo de 2000     | EMI          |
| Australia      | 17 de abril de 2000    | Virgin       |